# Мартинус Бейеринк
Мартинус Вилем Бейеринк (на нидерландски: Martinus Willem Beijerinck) е холандски микробиолог и ботаник.

## Биография
Роден е в Амстердам на 16 март 1851 г. Следва в Техническия университет на Делфт, където се дипломира като инженер-химик през 1872 г. След дипломирането си работи като преподавател в Селскостопанското училище на Вагенинген. Получава докторска степен в университета на Лайден през 1877 г.
Умира на 1 януари 1931 година.

## Научна дейност
Бейеринк е един от основателите на вирусологията като наука. През 1898 година повтаря експериментите на Ивановски върху заразени с болестта на тютюневата мозайка растения и остава убеден, че филтрираният разтвор съдържа нов вид патоген. Той установява, че той се мултиплицира само в клетки, които се делят, но експериментите му не показват патогенът да е съставен от частици, поради което той го нарича contagium vivum fluidum (разтворим жив микроб) и virus, общо наименование на патогените, използвано през 18 век. Бейеринк смята, че вирусите са течни, но тази теория е отхвърлена по-късно от Уендъл Стенли, който доказва, че те са частици.